# Blindirano vozilo
Blindirano vozilo je civilno vozilo z ojačano konstrukcijo in je zasnovano za zaščito potnikov pred napadi, naboji in eksplozijami. Taki oklepni avtomobili so običajno izdelani iz neprebojnega stekla in več plasti močnejših kovinskih plošč, pogosto tudi z različnimi drugimi obrambnimi mehanizmi in funkcijami, ki ščitijo potnike pred morebitnimi napadi. Za razliko od vojaških oklepnikov je civilni oklepnik zasnovan tako, da je na cesti neopazen in podoben svoji tovarniški različici. Tako imenovana blindirana vozila se uporabljajo v mednarodnem prostoru za zaščito visokih vplivnih posameznikov, kot so voditelji držav, politične osebnosti, gospodarstveniki in včasih tudi zvezdniki, uporabljajo pa jih lahko tudi drugi državni organi.